# Incendio di Mosca (1812)
L'incendio di Mosca del 1812 scoppiò il 14 settembre 1812 a Mosca, nel giorno in cui le truppe russe e molti cittadini stavano abbandonando la città, mentre l'avanguardia di Napoleone Bonaparte entrava in città in seguito alla battaglia di Borodino. Il fuoco arse fino al 18 settembre, distruggendo circa tre quarti di Mosca.

## Cause

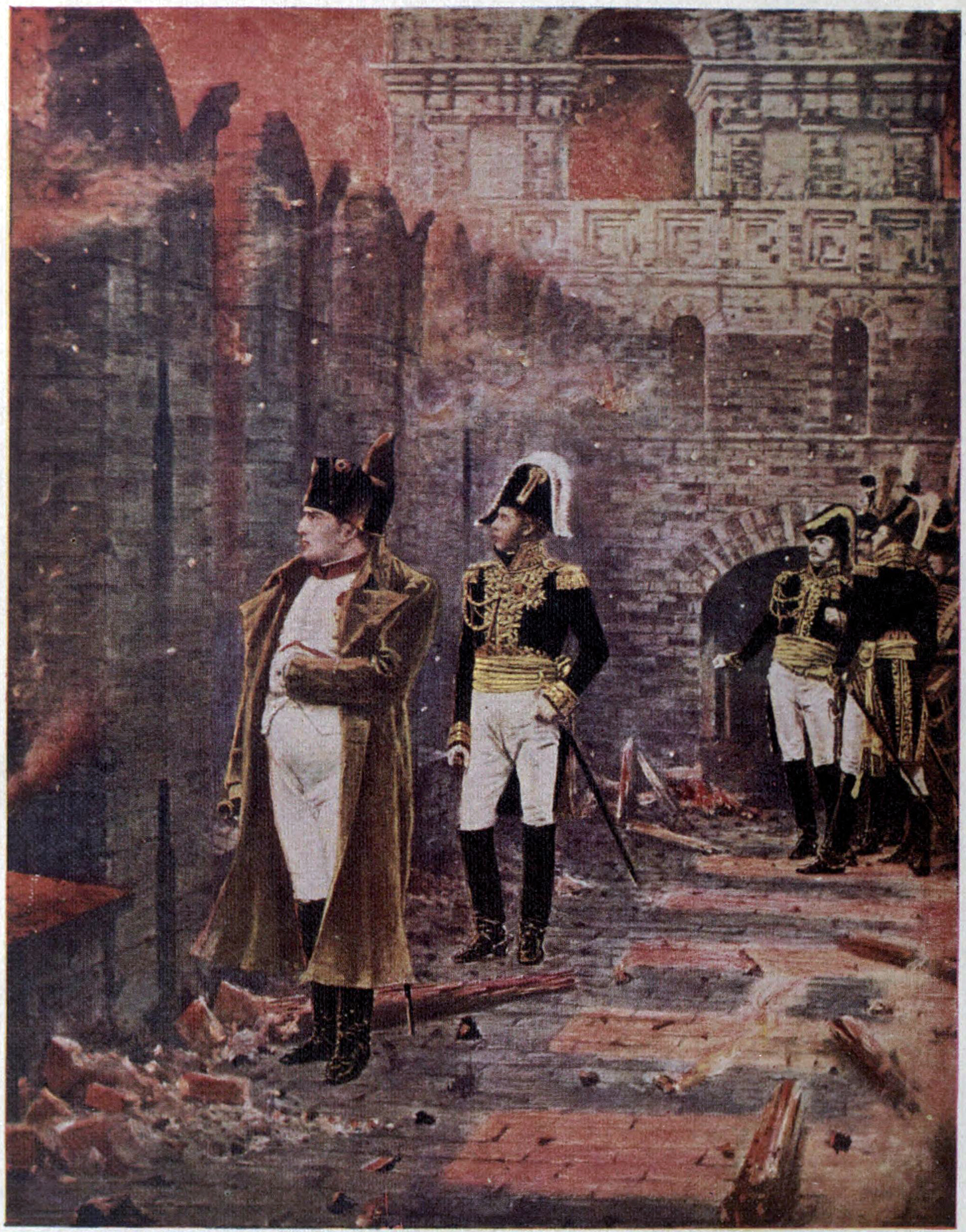
Napoleone osserva l'incendio di Mosca

Prima di abbandonare Mosca, il conte Rastopcin ordinò di far esplodere o di incendiare il Cremlino ed altri importanti edifici pubblici (comprese chiese e monasteri). Non fu però questa la causa della conflagrazione che distrusse la città. Quando il grosso dell’esercito francese entrò in città, vi erano solo alcuni fuochi. La loro origine non è mai stata accertata, e potrebbero essere dovuti a negligenza o a ordini di Rostopchin. Oggi la maggior parte degli storici è convinta che la principale causa sia un sabotaggio russo.
Questa versione è confermata dal generale Armand de Caulaincourt. Egli afferma che i sabotaggi si susseguirono per tre giorni. Quella sera scoppiò un piccolo incendio ma fu attribuito alla disattenzione delle truppe. Più tardi (alle 22:30) Coulaincourt fu svegliato dal suo valletto con la notizia che "per tre quarti d'ora la città era stata in fiamme". I fuochi continuarono a scoppiare in punti diversi. Piromani furono arrestati ed interrogati, e dichiararono di aver ricevuto dai propri comandanti l'ordine di incendiare tutto. Nello stesso capitolo si afferma: "La presenza di stoppini infiammabili, tutti uguali, fu considerata da me e da altri come la prova. Io stesso vidi le micce sui luoghi degli incendi, ed altri furono portati all'imperatore". L'autore prosegue dicendo: "Le indagini della polizia portarono ad attribuire la causa degli incendi all'ordine del conte Rostopchin".

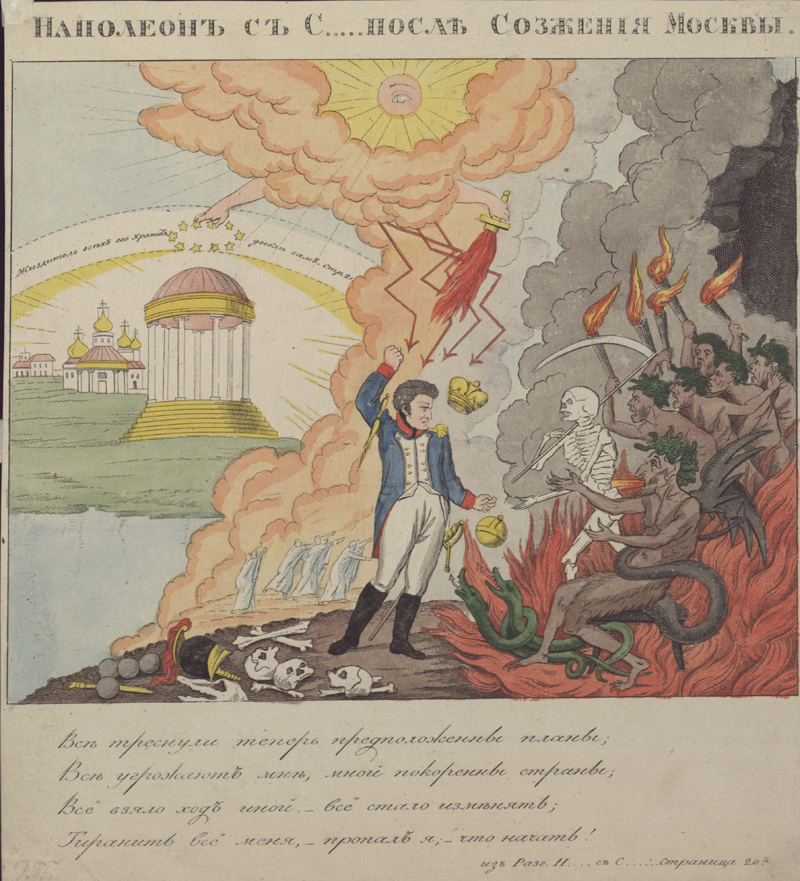
Caricatura del XIX secolo (lubki) di Napoleone che incontra Satana dopo l'incendio di Mosca, opera di Ivan Alekseevič Ivanov

Anche la Grande Armata, che aveva predisposto un accampamento militare e stava saccheggiando la città, aveva una parte di responsabilità. La catastrofe iniziò con tanti piccoli fuochi, per poi crescere ed andare fuori controllo. Gli incendi si svilupparono rapidamente, dato che buona parte degli edifici di Mosca era fatta di legno. Nonostante Mosca avesse un corpo di vigili del fuoco, il loro equipaggiamento era stato asportato o distrutto per ordine di Rostopchin. Quando Napoleone si trasferì in un castello fuori città, le sue truppe abbandonarono ogni forma di disciplina ed iniziarono a saccheggiare tutta Mosca. Neanche le aspre punizioni servivano a limitare saccheggi, pestaggi o stupri dei cittadini moscoviti da parte dei francesi.
Tolstoj, nel romanzo Guerra e pace, ipotizza che l'incendio non sia stato voluto, né da russi né da francesi, ma causato dal fatto di aver dato in mano una città interamente in legno alle truppe d'invasione.

## Cronologia degli eventi

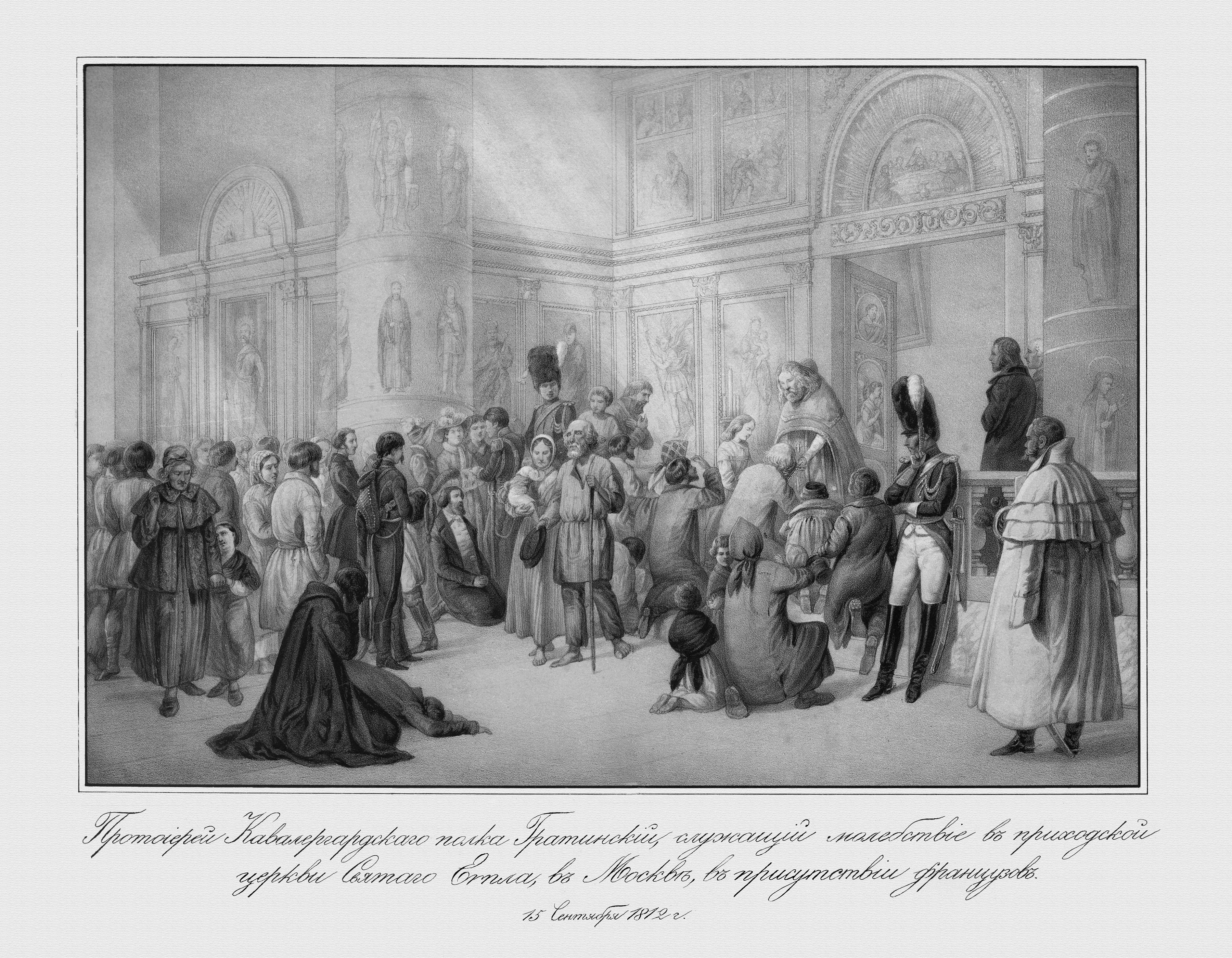
Liturgia nella chiesa di Santa Evpla di Mosca, in presenza dei soldati francesi, 15 settembre 1812

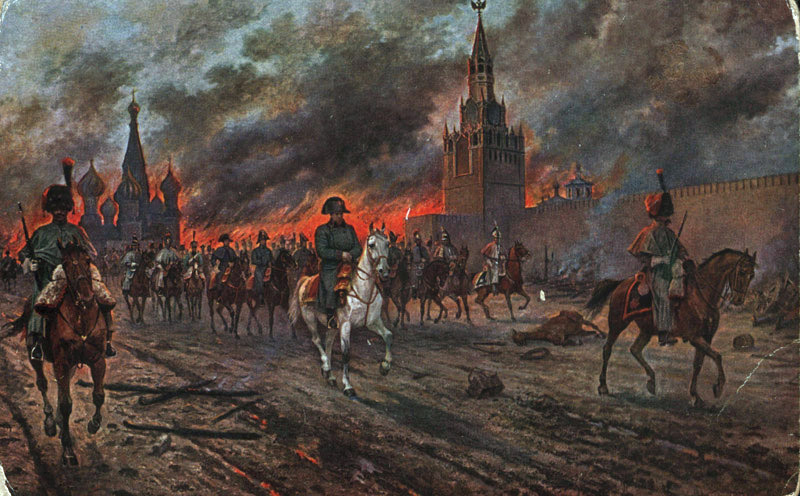
Napoleone si ritira da Mosca in fiamme

Le date si riferiscono al calendario gregoriano, mentre i numeri fanno riferimento a Clausewitz e Tarle.
- 8 settembre - L'esercito russo inizia a ritirarsi da Borodino verso est.
- 12 settembre - L'esercito russo, inseguito dall'avanguardia di Gioacchino Murat, si accampa a Fili. L'avanguardia russa si assesta a Dorogomilovo. Gruppi di civili fuggono da Mosca. Il giorno seguente il Consiglio militare russo di Fili decide di abbandonare Mosca senza combattere.
- 14 settembre - L'esercito russo marcia per Mosca verso est in direzione di Rjazan', seguito da una massa di civili (Tarle). L'esercito francese attraversa la Moscova in tre colonne a Fili, Dorogomilovo e Lužniki, convergendo sul centro cittadino. Il corpo principale della Grande Armata è composto da meno di 90 000 uomini. Murat con circa 25 000 soldati fu inviato ad est all'inseguimento della ritirata russa. I suoi uomini furono i primi ad entrare in città, occupando il Cremlino nel pomeriggio. Secondo le fonti russe scoppiano i primi fuochi nella città abbandonata. Secondo le fonti francesi Napoleone fu informato dei primi incendi la mattina seguente (Tarle). Questi primi fuochi scoppiarono a Kitaj-gorod, in via Soljanka ed a Taganka (Kataev) e non rallentarono l'invasione francese della città.
- 15 settembre - Un grande incendio scoppia a Kitaj-gorod. Napoleone giunge al Cremlino.
- 16 settembre - Gli incendi minacciano il Cremlino. Napoleone si trasferisce al palazzo Petrovskij, attraversando via Arbat in fiamme fino alla Moscova, per poi imboccare una via sicura verso nordovest.
- 17–18 settembre - Il fuoco ha già distrutto buona parte della città. Napoleone torna al Cremlino, aspettando la richiesta di pace dello zar Alessandro I di Russia.
- 24 settembre - La corte marziale francese giustizia i primi dieci "sabotatori" (Tarle).
- 18–19 ottobre - L'esercito francese lascia Mosca.

## Estensione del disastro

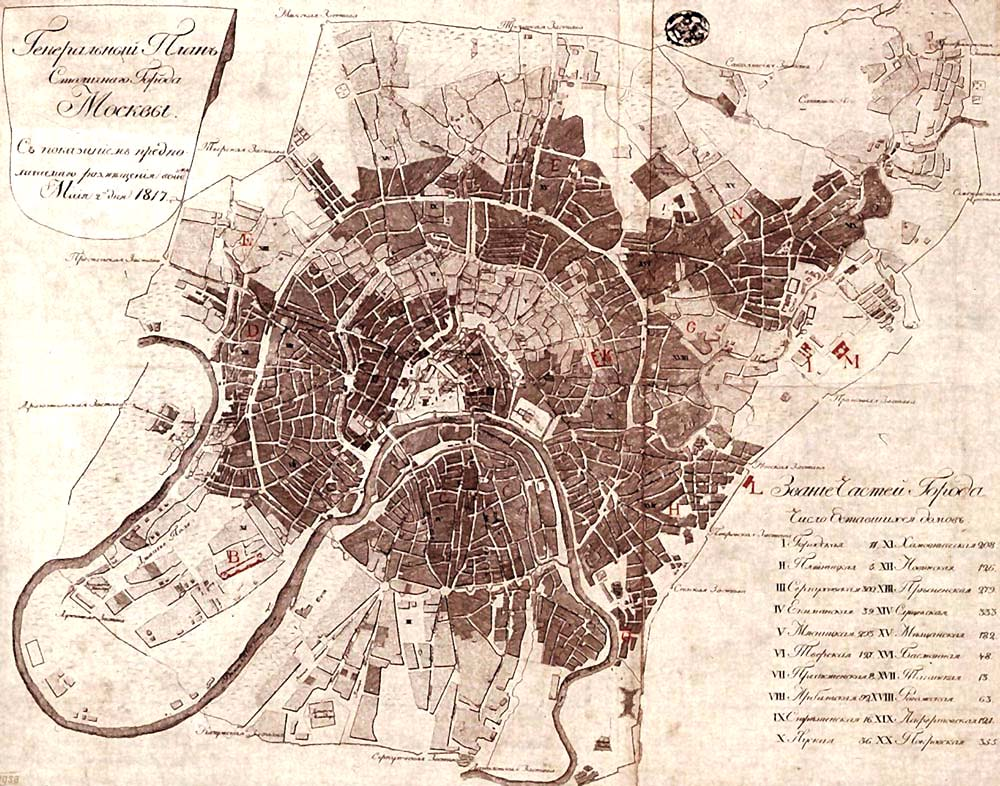
Mappa del 1817. Le aree distrutte sono rappresentate con un'ombreggiatura scura

Ivan Kataev (1911) quantifica in 3/4 il totale delle perdite cittadine:
- 6.496 su 9.151 edifici privati (il totale comprende 6584 edifici di legno e 2567 di mattoni)
- 8.251 negozi al dettaglio e magazzini (compresi i molti dei quartieri commerciali di Kitaj-gorod e Zamoskvoreč'e)
- 122 su 329 chiese (contando solo quelle completamente distrutte)

Furono recuperati circa 12.000 corpi di cui circa 2.000 erano soldati russi feriti morti nell'incendio. L'Università statale di Mosca, la biblioteca Buturlin, i teatri Petrovskij e Arbatskij furono completamente distrutti. Molte opere d'arte, tra cui i manoscritti del poema epico Canto della schiera di Igor', furono perse per sempre. L'orfanotrofio di Mosca situato nei pressi di Kitaj-gorod, convertito in ospedale, fu salvato dalla polizia locale. La popolazione di Mosca nel 1811 era stimata in 270 000 unità; dopo la guerra, quando i cittadini fecero ritorno, era di sole 215 000 persone. Nel 1840 aveva raggiunto le 349 000 unità.
Le mappe disegnate dalle autorità russe dopo la guerra (soprattutto la mappa militare del 1817 resa pubblica nel 1831) mostrano che la maggior parte del territorio moscovita era stato distrutto dal fuoco. Le più famose eccezioni sono il Cremlino, l'orfanotrofio, la parte settentrionale di Belyj Gorod da via Tverskaja a via Pokrovka, i laghetti Patriarshy ad ovest e gli insediamenti suburbani.
Probabilmente la mappa esagera i danni subiti dalla città, mostrando alcuni blocchi sopravvissuti come se fossero stati distrutti. Ad esempio via Bol'šaja Nikickaja contiene tuttora alcune delle antiche case: le truppe difesero i propri alloggi ed il teatro francese, così come la colonia francese di Kuzneckij Most. D'altra parte, il controllo francese non aiutò il palazzo Batašov (che oggi è l'ospedale Jauzskaja), occupato dal quartier generale di Murat: Dopo due giorni di lotta all'incendio, fu consumato dal fuoco e rase al suolo Taganskij. Gli edifici rimasti fornivano abbastanza spazio per l'esercito francese. Come disse il generale de Marbot: "Si dice spesso che l'incendio di Mosca sia stato la principale causa del fallimento della campagna di Russia. Questa affermazione non mi sembra veritiera. Per prima cosa, la distruzione di Mosca non fu così devastante da non lasciare in piedi abbastanza case, palazzi, chiese e caserme da sistemare l'intero esercito [per un mese intero]". Inoltre molte unità non erano stanziate in città, ma in sobborghi distanti come quello di Ostankinskij (cavalleria leggera) o Chimki (corpi italiani); altri si trovavano a sud per monitorare i movimenti dei russi.

## Ricostruzione della città
La mancanza di fondi, pubblici e privati, rallentò la ricostruzione di Mosca di almeno cinque anni. In questi anni molte proprietà furono vendute dai proprietari ridotti sul lastrico, ed interi quartieri cambiarono il loro status sociale. Ad esempio, tutte le proprietà situate su via Maroseika furono comprate dai commercianti.

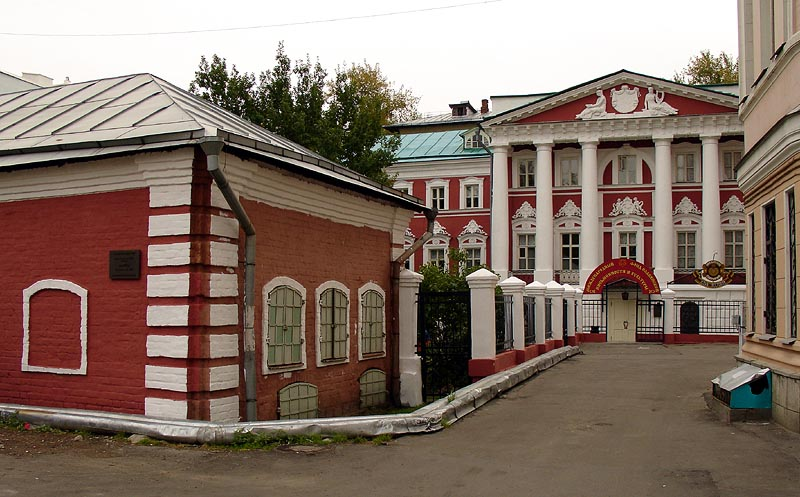
Alcuni edifici del XVIII secolo furono ricostruiti secondo i progetti originali

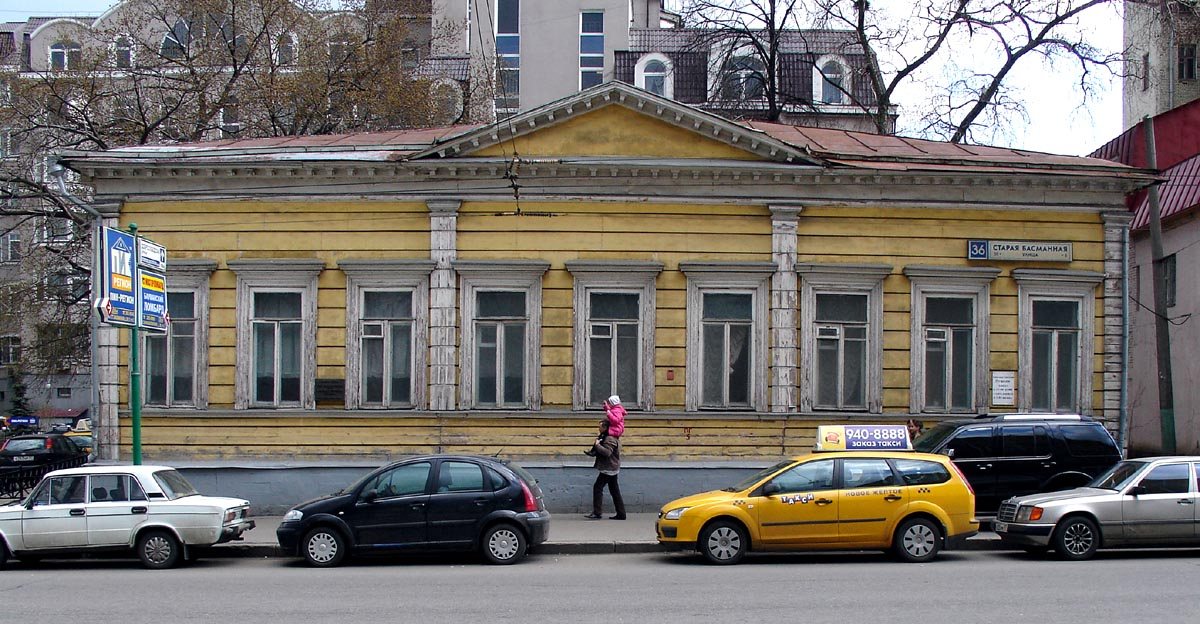
La casa di Vasilij Puškin, tipico esempio di economica architettura in legno del 1810, con un taglio neoclassico

Il disastro permise alle autorità un'occasione unica per pianificare da zero la città. Nel febbraio 1813 Alessandro I di Russia fondò la Commissione degli Edifici di Mosca, con l'ordine di redigere un piano di viabilità cittadino. Il piano regolatore del 1813 redatto da William Heste si rivelò inadeguato, per cui la Commissione assunse numerosi architetti e topografi locali che stesero il definitivo piano del 1817, incorporando l'idea di Heste di ripulire le piazze centrali di Mosca. Nel 1816-1830 fu creato l'Anello dei giardini, una strada circolare che prese il posto di antichi bastioni fortificati, oltre ad altre importanti strade.
La ricostruzione della Piazza Rossa e di Kitaj-gorod fu effettuata da Giuseppe Bove. Nel febbraio 1818 Ivan Martos completò il monumento a Minin e Požarskij, il primo monumento pubblico di Mosca, situato al centro della Piazza Rossa. Bove progettò anche il Quadrato del teatro, e nel 1825 completò il Bol'šoj ed il Malyj. L'università di Mosca ed altri edifici pubblici furono ricostruiti da Domenico Gilardi e Afanasij Grigoriev.
La carenza di mattoni, pietre e cemento obbligò ad edificare molti edifici con il legno. Gli artigiani locali risposero con la produzione in massa di imitazioni di decorazioni classiche in legno. Molte di queste case furono alla fine distrutte.